# Pagode des Yunyan-Tempels in Suzhou

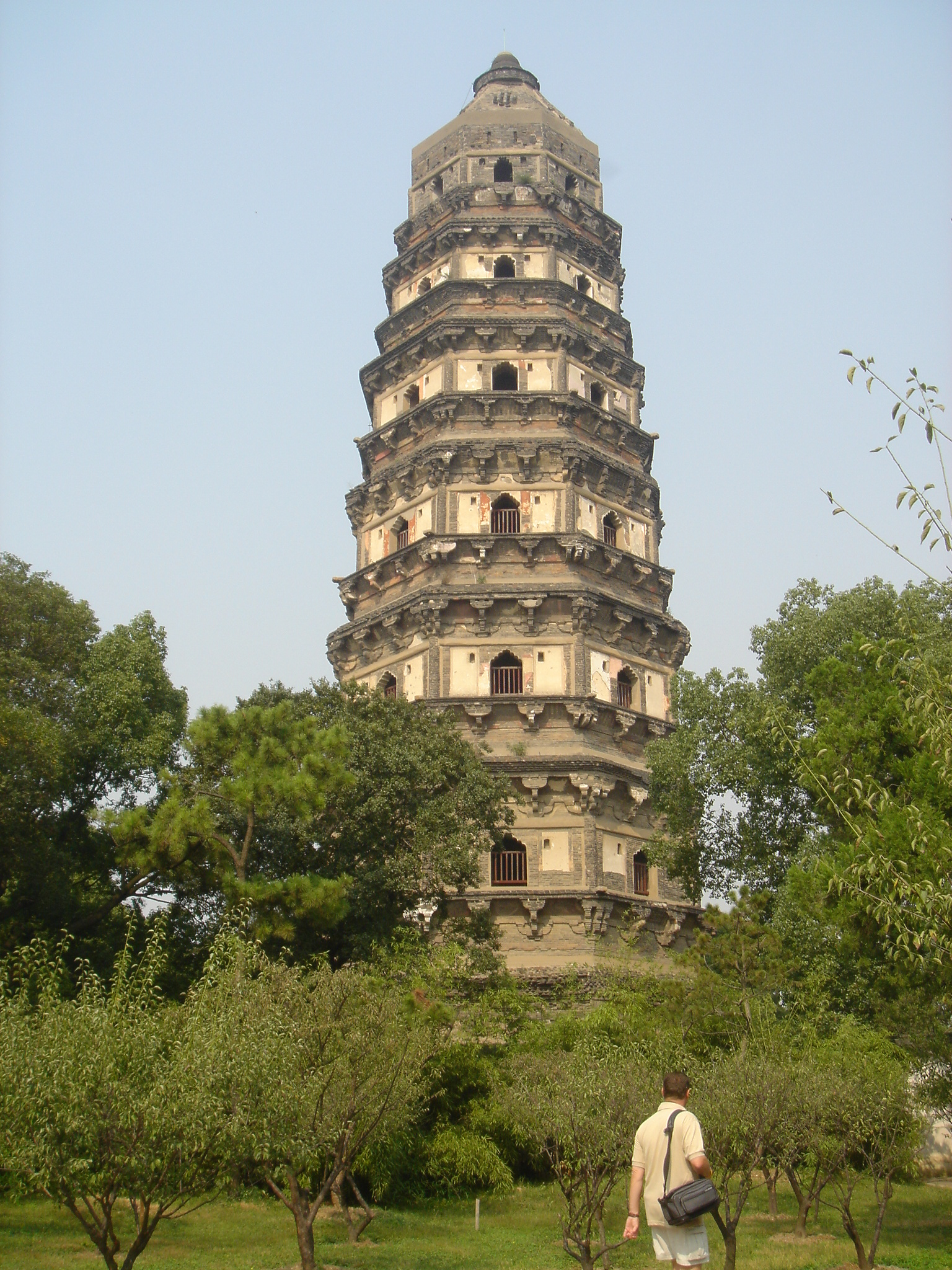
Pagode des Yunyan-Tempels

Die Pagode des Yunyan-Tempels in Suzhou (chinesisch 苏州云岩寺塔, Pinyin Sūzhōu Yúnyán sì tǎ), die auch unter dem Namen Huqiu-Pagode (虎丘塔,  Hǔqiū tǎ) bekannt ist, ist eine im Turmstil errichtete Ziegelpagode auf dem Tigerhügel (Huqiu Shan) außerhalb des Changmen-Tores von Suzhou in der ostchinesischen Provinz Jiangsu. Sie stammt aus der Späteren Zhou-Dynastie der Zeit der Fünf Dynastien. Die siebengeschossige achteckige Pagode ist 47,5 m hoch. Sie steht seit 1961 auf der Liste der Denkmäler der Volksrepublik China (1-68).